# Wokalup
Wokalup är en ort i Australien. Den ligger i kommunen Harvey och delstaten Western Australia, omkring 130 kilometer söder om delstatshuvudstaden Perth. Antalet invånare är 447.
Runt Wokalup är det glesbefolkat, med 9 invånare per kvadratkilometer.. Närmaste större samhälle är Harvey, nära Wokalup.
Trakten runt Wokalup består till största delen av jordbruksmark. Genomsnittlig årsnederbörd är 1 014 millimeter. Den regnigaste månaden är maj, med i genomsnitt 183 mm nederbörd, och den torraste är februari, med 9 mm nederbörd.